# Melcher-Dallas (Iowa)
Melcher-Dallas es una ciudad ubicada en el condado de Marion en el estado estadounidense de Iowa. En el Censo de 2010 tenía una población de 1288 habitantes y una densidad poblacional de 499,3 personas por km².

## Geografía
Melcher-Dallas se encuentra ubicada en las coordenadas 41°13′39″N 93°14′28″O / 41.22750, -93.24111. Según la Oficina del Censo de los Estados Unidos, Melcher-Dallas tiene una superficie total de 2.58 km², de la cual 2.58 km² corresponden a tierra firme y (0%) 0 km² es agua.

## Demografía
Según el censo de 2010, había 1288 personas residiendo en Melcher-Dallas. La densidad de población era de 499,3 hab./km². De los 1288 habitantes, Melcher-Dallas estaba compuesto por el 97.75% blancos, el 0.23% eran afroamericanos, el 0.16% eran amerindios, el 0% eran asiáticos, el 0% eran isleños del Pacífico, el 1.16% eran de otras razas y el 0.7% pertenecían a dos o más razas. Del total de la población el 2.1% eran hispanos o latinos de cualquier raza.